# Велико војводство Баден
Велико војводство Баден је била немачка држава од 1806. до 1918. на југоистоку Немачког царства, и једна је од претходница данашње немачке савезне државе Баден-Виртемберг. 

## Историја
Претходник Великог војводства Баден, Маркгрофовија Баден, је створена у 12. веку, а затим је, у  13. и 14. веку подељена је између различитих грана династије Баден. Маркгрофовија  је поново, под Карлом Фридрихом, обједињена, 1771. године. Након Наполеоновог пораза, Баден се, 1815. године, придружио Немачкој конфедерацији . За време револуције 1848–49. у Бадену избио републикански устанак који је сузбила Пруска а од 1871. постаје  део Немачког царства. 1918. године улази у Вајмарску републику и то као Република Баден, чиме Велика грофовија, као таква, престаје да постоји.
Велике војводе из династије Церингер:
- 1806-1811: Карл Фридрих (* 1728; † 1811)
- 1811-1818: Карл (* 1786; † 1818)
- 1818-1830: Лудвик I (* 1763; † 1830)
- 1830-1852: Леополд (* 1790; † 1852)
- 1852-1858: Лудвик  II (* 1824; † 1858)
- 1858-1907: Фредерик I (* 1826; † 1907), (од 1852 – регент)
- 1907-1918: Фредерик II (* 1857; † 1928)

## Административна подела
Територија Бадена била је подељена на округе (Landeskommissärbezirk) (до 1864. – kreis), окрузи на рејоне (bezirksamt), рејони на општине (gemeinde). Укупно је било четири округа:
- Округ Фрајбург (Landeskommissärbezirk Freiburg)
- Округ Карлсрухе (Landeskommissärbezirk Karlsruhe)
- Округ Констанца (Landeskommissärbezirk Konstanz)
- Округ Маннхеим (Landeskommissärbezirk Mannheim)